# Sedielková kopa
Sedielková kopa je vrchol ve Vysokých Tatrách, který má spíše nízkotatranský ráz. Je poměrně často navštěvovaný v létě i v zimě (skialpinisti), neboť leží nedaleko Štrbského plesa a je velmi snadno dostupný. Jde však o neznačený vrchol, navíc ležící přesně na hranici rezervace Važecká dolina - Dolina Suché vody, do níž je zakázán vstup i horolezcům. Relativně méně tedy porušují zákazy ti, kteří vystupují z Furkotskej doliny přes Sedielkový priechod po starém loveckém chodníku.
Po výstupu na Sedielkovú kopu v r. 1972 zemřel na následky podchlazení v Popradské nemocnici herec a režisér Ján Jamnický.

## Topografie
Kopovité zakončení jižního hřebene Ostré. Od Kopy pred Sedielkom ji odděluje travnatá Sedielková pláň, kde se dělají biologické výzkumy. Strmějšími srázy spadá pouze do Furkotské doliny.
Vrch se před 2. světovou válkou nazýval Sedilko, později Sedilková kopa a Sedielko. Původ názvu souvisí se Sedielkou plání pod vrcholem, která se při pohledu z Furkotské i Suché doliny jeví jako terénní útvar sedlo.

## Galerie

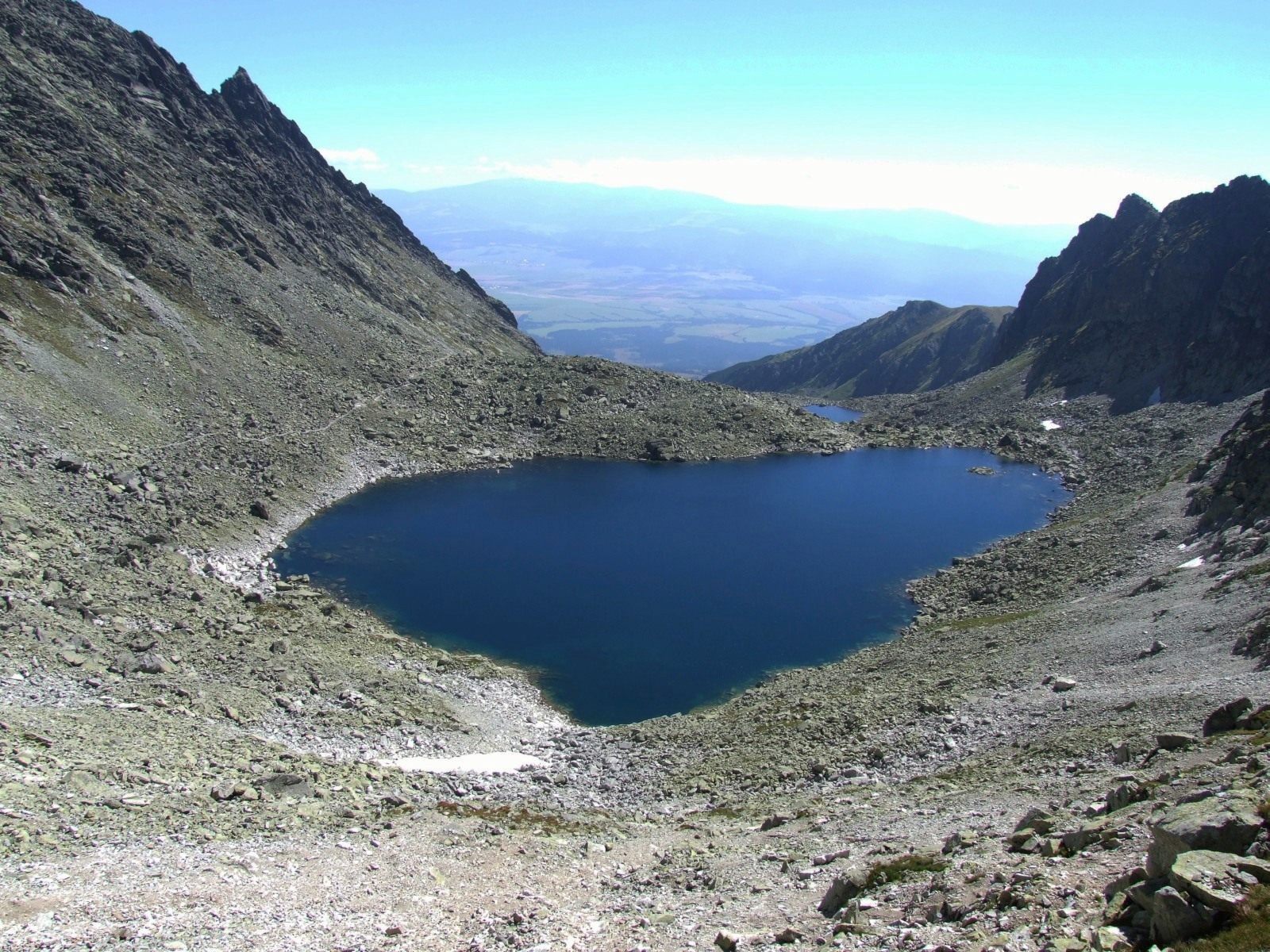
Vyšné Wahlenbergovo pleso, dolu za ním Sedielková Kopa
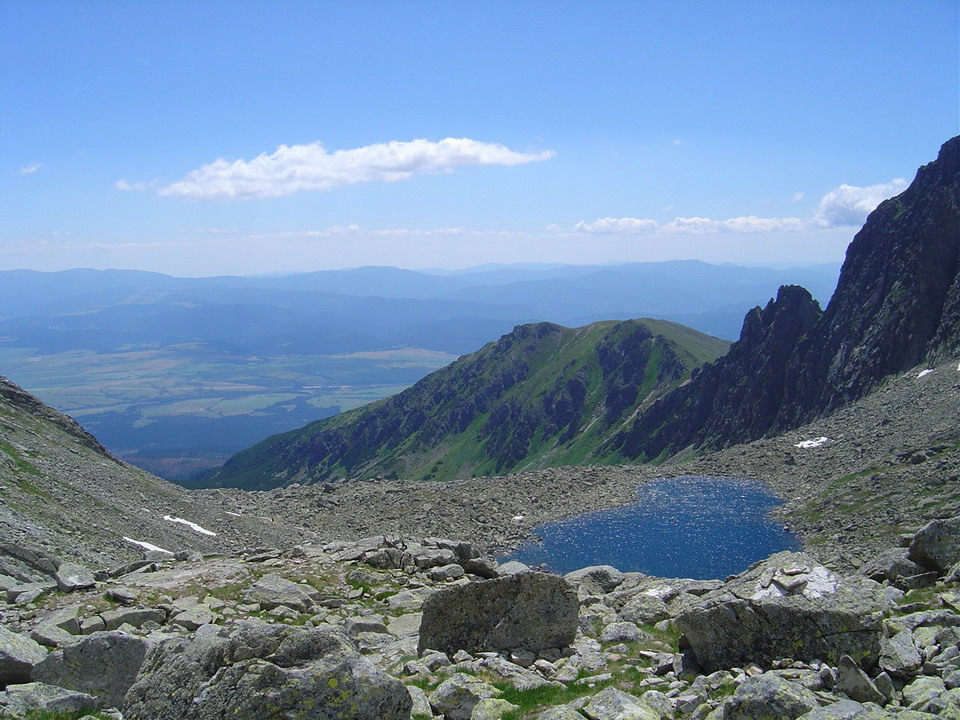
Pohled od Nižné Wahlenbergovo pleso